# DVD

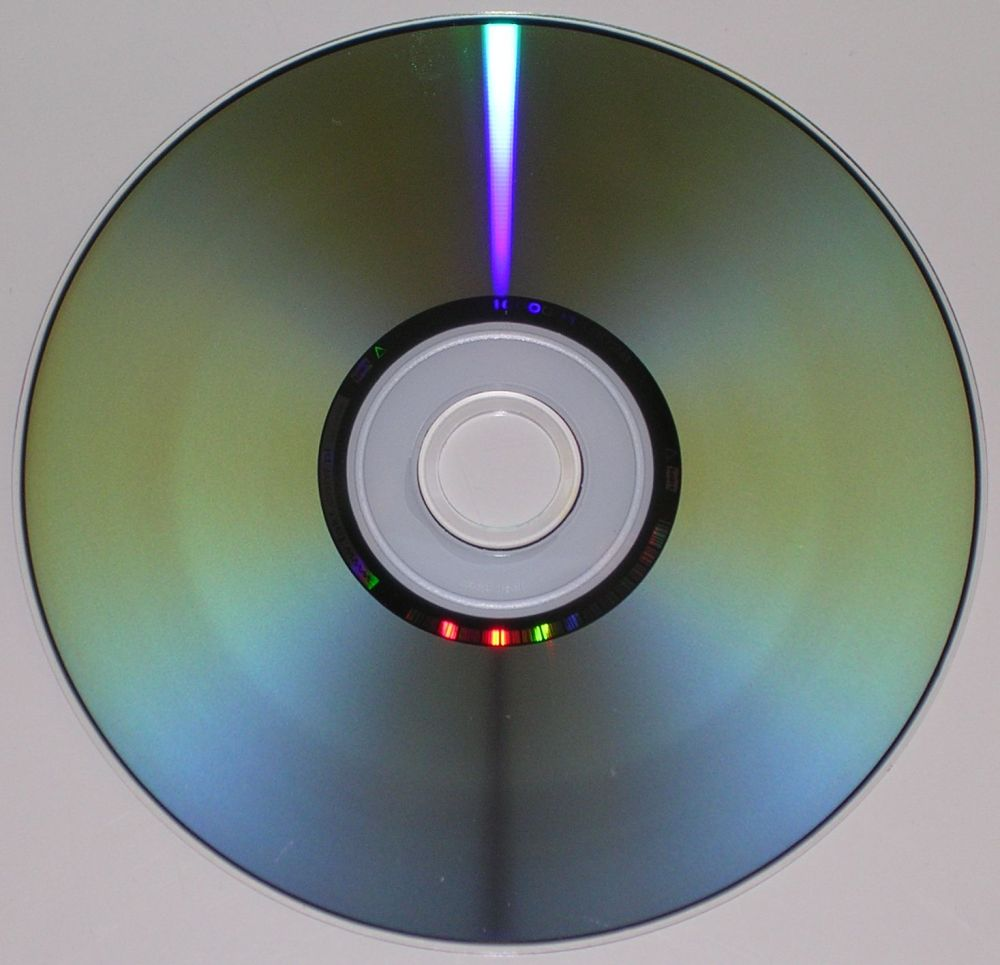
Írható DVD (DVD-R) alsó, fedetlen oldala. A belső világosabb sáv azt mutatja, hogy a lemez nem új, hanem mintegy feléig már megtelt

A DVD (Digital Versatile Disc – digitális sokoldalú lemez, vagy még korábban a Digital Video Disc rövidítése) nagy kapacitású optikai tároló, amely főként mozgókép és jó minőségű hang, valamint adat tárolására használatos. 1995-ben alkotott konzorciumot a Matsushita, a Toshiba, a Philips, a Sony, a Time Warner, a Mitsubishi, a Pioneer, a Hitachi, a Thomson és a JVC, hogy létrehozzanak egy az eddigieknél nagyobb kapacitású adathordozót, melynek paramétereiben megegyeztek.[forrás?]
Méreteit tekintve általában akkora, mint a CD, vagyis 120 mm átmérőjű. Ritka ugyan, de létezik a Mini–CD-hez hasonlóan Mini–DVD, 80 mm-es átmérővel. A CD-vel felülről kompatibilis.

## Fajtái
- DVD–videó (mozgóképek tárolására)
- DVD–Audio (hang tárolására)
- DVD–ROM (adat, préselt)
- DVD–RAM (adat, közvetlen (direkt) elérésű)
- DVD-R és DVD-RW (adat; az R egyszer írható [recordable], az RW újraírható [rewritable])
- DVD+R és DVD+RW (fenti kettőhöz hasonló, azokkal rivalizáló formátum)

A +R/+RW, illetve -R/-RW formátumok egymással nem teljesen kompatibilisek, támogatottságuk kb. fele-fele arányban oszlott meg megjelenésük táján a piacon, majd 2006 végére szinte az összes otthonokba kerülő lejátszó támogatta mindkét típust.[forrás?]
A CD-vel ellentétben, amin a hangot az adathoz képest teljesen eltérő módon tárolják, a DVD-k különböző fajtái egységes, közös állományrendszert, az úgynevezett UDF-et használják.

## DVD–videó
A DVD–videó lemezek lejátszására szükség van – természetesen – egy erre alkalmas lejátszóra.
Ez lehet asztali lejátszó, ami kinézetére egy videókazetta-lejátszóra hasonlít, de lehet számítógépbe épített meghajtó is. Általában ezek az eszközök képesek a lemezre írni.
A DVD-n kiadott filmek MPEG-2 videótömörítéssel, valamint Dolby Digital AC–3 hangtömörítéssel kerülnek a lemezekre, ez utóbbi rendszerint sokcsatornás változatban.
A DVD filmek adatsebessége általában 3 és 10 Mbps között van, és jellemzően a tartalomhoz alkalmazkodik.
A DVD–videó lemezeken található hanganyag tömörítése több különböző módon is megengedett, szabványos: lehet PCM, DTS, MPEG vagy Dolby Digital AC–3.
Az NTSC országokban a PCM és az AC–3 támogatása kötelező a lejátszókban, a másik kettő opcionális.
A PAL rendszerű országok eredetileg a PCM és MPEG kódolási eljárások mellett álltak ki, de a Philips legnagyobb sajnálatára nemzetközi nyomásnak engedve be kellett venniük az AC–3-at a lemezeken opcionális, a lejátszókban pedig kötelező támogatásra.[forrás?]

### Régiókódok
A régiókódok teljesen függetlenek a védelmi kódolástól, azokat pusztán a filmipar igényeinek kielégítésére vezették be; segítségükkel az egyes lemezek egy-egy adott területhez rendelhetőek, és azokat csak a megfelelő berendezések képesek lejátszani. Ezzel megoldható, hogy a különböző földrajzi területeken a filmek kibocsátási dátumai eltérjenek: hiába bocsátották ki például a filmet DVD-n Kanadában, attól azt még Japánban – megfelelő eszköz híján – nem fogják tudni megnézni. Ezen elv alapján egy film például kiadható DVD-n Kanadában még akkor is, ha Japánban még a mozikba sem került, hiszen még így sem fenyeget az a veszély, hogy a japánok előbb nézhetnék meg DVD-n a filmet, mint moziban. A forgalomban lévő DVD-lejátszók – a specifikáció szerint – csak olyan lemezt játszhat le, melyen be van állítva régiókód; számos olyan példány is kapható kereskedelmi forgalomban, amely ezt figyelmen kívül hagyja és bármilyen lemez lejátszására alkalmas („régiófüggetlen” vagy „régiómentes” lejátszók).[forrás?]
A régiók a következők:
- 0: bárhol játszhatók

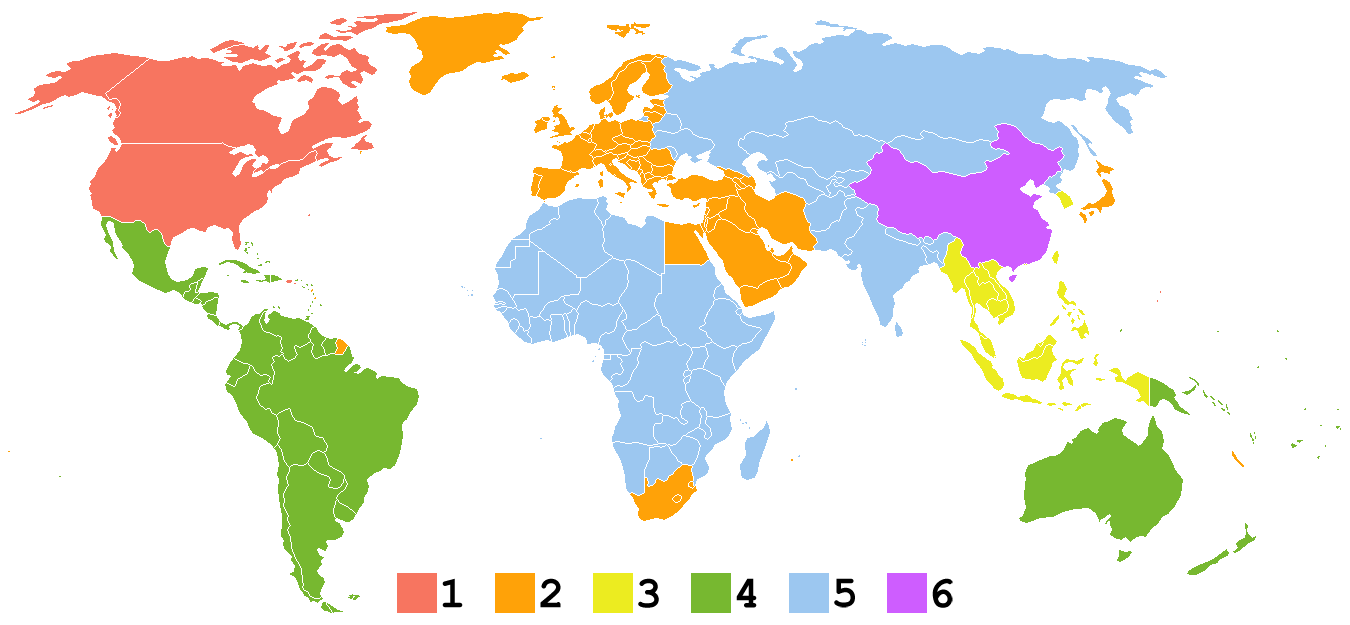
A világ régiófelosztása

- 1: Kanada, Amerikai Egyesült Államok és külbirtokai
- 2: Európa, Grönland, Dél-afrikai Köztársaság, Japán, Lesotho, Szváziföld, Egyiptom, Közel-Kelet
- 3: Délkelet-Ázsia, Dél-Korea, Hongkong, Indonézia, Fülöp-szigetek, Tajvan
- 4: Ausztrália, Új-Zéland, Mexikó, Közép- és Dél-Amerika
- 5: Oroszország és FÁK (volt szovjet tagállamok), Indiai szubkontinens, Mongólia, Észak-Korea, Afrika nem említett részei
- 6: Kína
- 7: nem használt
- 8: nemzetközi területek, például repülőgépek, hajók, olajfúró tornyok stb.

A 0-s régiókód valójában nem jelöl ki régiót, csupán azt jelenti, hogy bármely lejátszóban játszhatók.

### RCE
Az RCE (Regional Coding Enhancement) eljárást néhány stúdió fejlesztette ki annak érdekében, hogy a régiófüggetlen lejátszók (amik figyelmen kívül hagyják a régiókódokat) ne legyenek képesek lejátszani egyes 1. régiós filmeket. Az első ilyen film 2000. október 30-án jelent meg: A hazafi.
A gyárilag régiófüggetlen lejátszók egy része az RCE kódolást is figyelmen kívül hagyja, más részüket kézzel lehet beállítani a megfelelő régióra. A „házilag” átalakított lejátszók nagy része az RCE lemezek esetén hibaüzenetet küld, „hibás régió” vagy pedig egy ”színes világtérkép” formájában.
Az utolsó információk alapján újonnan csak a Columbia/Tri-Star bocsát ki ilyen kódolású lemezeket.
(A régió- és RCE-kódolt DVD lemezekről például a http://www.dvdtalk.com/rce.html Archiválva 2008. december 16-i dátummal a Wayback Machine-ben (DVD Talk fórumon, angolul) lehet olvasni.)

## DVD adatlemezek

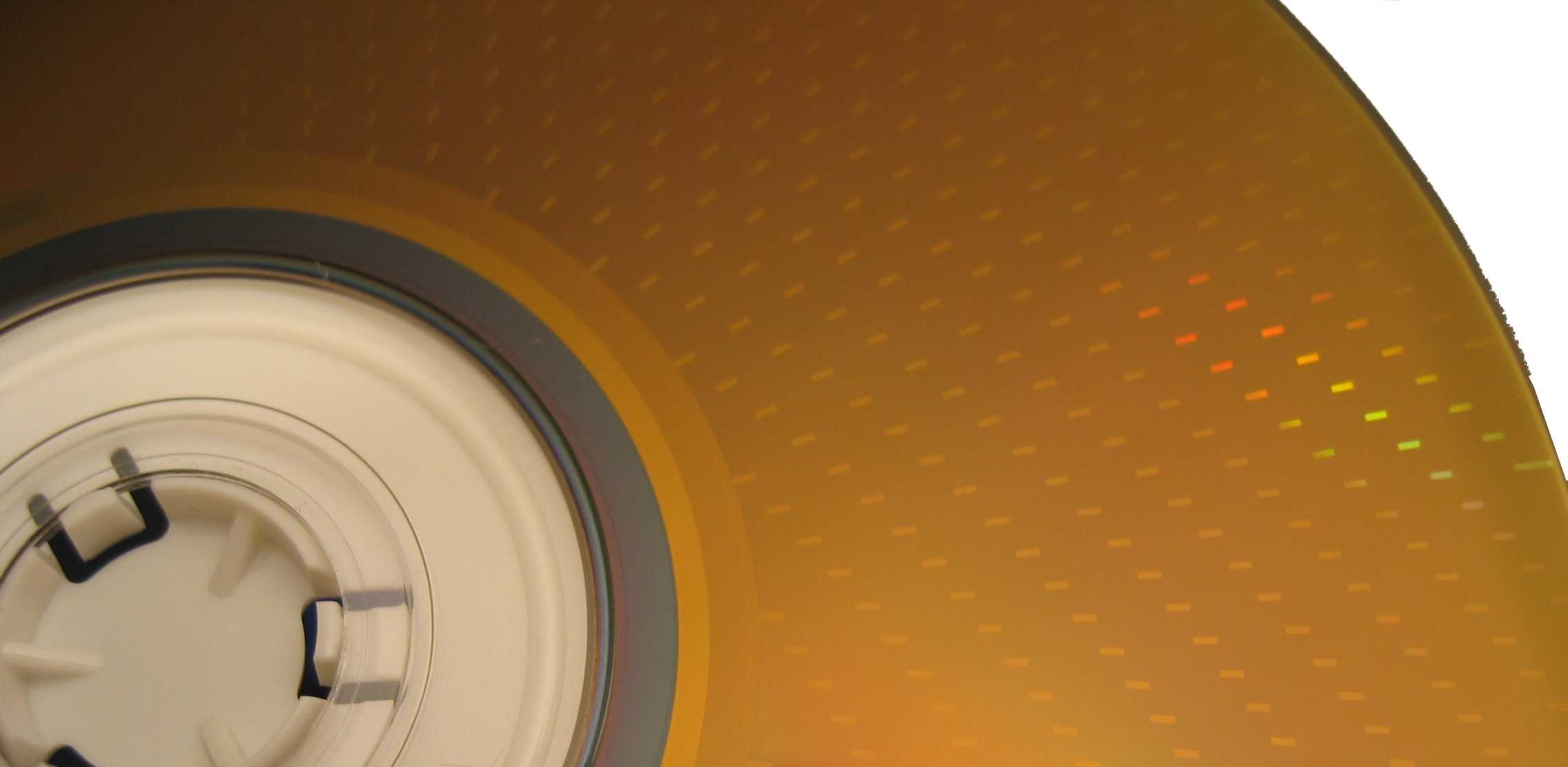
A DVD-RAM felismerhető a „kockásságról”

- A DVD–ROM-lemezek előre írtak, „házi” írásuk nem lehetséges, olvasásukhoz szükség van egy DVD–ROM-olvasóra. A lemezek körülbelül 4,7 GB adatot képesek tárolni egy rétegen; vannak kétrétegű lemezek, ezek összesen körülbelül 8,5 GB adatot tartalmaznak.
- A DVD–RAM egy kicsit kilóg a sorból, külön tárolója van, mely miatt természetesen már az olvasásához is másfajta eszköz kell, mint a többihez. Befogadóképessége 4,7 GB oldalanként, nevéből eredően tetszőleges elérésű, többször írható.
- A DVD-rögzítők 2000-ben kezdtek megjelenni Japánban, azóta közel az egész világon elérhetővé váltak. Az írható lemezeknek több formátumuk létezik, ezek – mint a történelemben oly sokszor már – természetesen versengenek egymással. Lehetnek egy- vagy kétoldalasak.
  - A DVD-R és +R lemezeket egyszer lehet csak írni, míg a -RW és +RW lemezek többször írhatók. Olvasásuk lehetséges egy egyszerű, számítógép házába is építhető DVD-olvasóval, írásuk hasonlóképpen, ám itt ügyelni kell, hogy - vagy + a lemez, illetve a DVD-író. Tárolókapacitásuk 4,7 GB körül van oldalanként. Vannak többrétegű lemezek, ezek összesen körülbelül 8,5 GB adatot tartalmaznak.
    - A DVD- lemezeket a DVD Forum pártolja.
    - A DVD+ lemezeken nincs szükség „finalization”-re (ez még CD-írásból ismerős fogalom) ahhoz, hogy lejátszóban használhassuk őket. Léteztek Mini DVD+R lemezek (80 mm-esek), melyek kapacitása 1,5 GB körül van.

Típusai szerint:
- DVD-5 egyrétegű egyoldalas lemez, 4,7 GB kapacitással
- DVD-10 egyrétegű kétoldalas lemez 4,7 × 2, azaz 9,4 GB kapacitással.
- DVD-9 kétrétegű egyoldalas lemez 8,5 GB kapacitással
- DVD-18 kétrétegű kétoldalas lemez, 8,5 × 2, azaz 17 GB kapacitással.

## DVD-meghajtók
A DVD-meghajtók DVD-lemezek lejátszására alkalmas olvasóegységek, melyek visszafelé kompatibilisek az előző lemezformátumokkal (CD-Audio, CD-ROM, VCD, SVCD stb.)

### Lézerfej
Az írófejben 2 dióda található, az egyik a vörös dióda, amely a DVD lemezeket írja és olvassa, a másik dióda a CD lemezeket írja és olvassa. Előbbi 650 nm (mélyvörös) a CD-s dióda 780 nm (ez már infrának tekinthető). A két dióda közt külsőleg nincs különbség, mindkettő TO tokozású. Az infradióda teljesítménye kb. 50, míg a 650 nm-es diódáé 150 mW. A DVD-író fej legkülső lencséjével lehet jó hatásfokkal párhuzamosítani a nyalábot.

## Élettartam
Egy közönséges DVD élettartama, jó tartási körülmények közt 10-15 év. Érdemes fénytől védett, hűvös, páramentes helyen tartani őket. Léteznek archiválási minőségű DVD-k, ezek élettartama hosszabb (100 év). Áruk a normál DVD 5-6-szorosa.
A DVD lemezek élettartama igencsak szóródik. Az ismert NIST-tesztek szerint csupán a vizsgált termékek 47%-ának becsült élettartama van túl a 15 éven. A legrosszabb eredmény 1,9 év a becsült élettartamra. A lemez állapotromlása többféle módon történik: finoman felkarcosodik a lemez adatoldalának felszíne, például a sokat használt, tok nélkül vagy papírtokban tárolt, vagy helytelenül tisztított lemezeknél, szórva a lézernyalábot; homályossá válik vagy elszíneződik a műanyag, esetleg az adatréteg felszíne, azt károsító tisztítóanyag hatására; vetemedik, görbül a korong, ami a lejátszót is károsíthatja; az írható DVD felső fedőrétegében hajszálrepedések, esetleg karcolások alakulnak ki, ami rontja a lézerfény visszaverődését a tárolt jelekről; szintén az írható lemezek tárolóanyagában, amely egy viszkózus, igen vékony folyadékréteg, a gyakran használt lemez meghajlásai miatt néhány helyen romlik a jelek karakteressége, egyértelműsége, bizonyos mérték felett már adatvesztést is okozva.